# Plagiaulax
Plagiaulax é um gênero de mamífero do Cretáceo Inferior da Europa. Foi um membro da também extinta ordem Multituberculata, e compartilhou o mundo com os dinossauros. Pertence à subordem Plagiaulacida e à família Plagiaulacidae [en]. O gênero foi nomeado por Hugh Falconer em 1857 e foi a primeira espécie de multituberculado descrita.

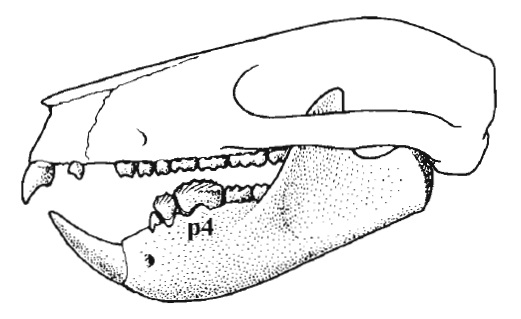
Crânio e mandíbulas de Plagiaulax, o crânio é uma reconstrução hipotética baseada em en e en

Restos fósseis da espécie Plagiaulax becklesii são conhecidos da formação Lulworth [en] da baía de Durlston em Dorset, Inglaterra. Eles incluem pelo menos uma mandíbula inferior parcial com dentes, embora possa haver outros espécimes. Algum material foi relatado de Galve, Espanha.
Outra possível espécie, Plagiaulax dawsoni, foi provisoriamente nomeada por Woodward em 1891. Esta veio do condado de Sussex, que fica mais a leste ao longo da costa inglesa. Foi subsequentemente danificada e parece não ter havido uma descrição científica. Seu descobridor, Charles Dawson, foi implicado na fraude de Piltdown e na fraude dos azulejos de Pevensey.